# 奥尔比耶勒河畔孔克
奥尔比耶勒河畔孔克（法語：Conques-sur-Orbiel，法語發音：[kɔ̃k syʁ ɔʁbjɛl] ⓘ）是法国奥德省的一个市镇，位于该省北部偏西，属于卡尔卡松区。

## 地理
奥尔比耶勒河畔孔克（43°16'12"N, 2°24'6"E）面积25.07 平方千米，位于法国奧克西塔尼大區奥德省，该省份为法国南部沿海省份，北起塔恩省，西北接上加龙省，西接阿列日省，南至东比利牛斯省，东临地中海，东北与埃罗省接壤。
与奥尔比耶勒河畔孔克接壤的市镇（或旧市镇、城区）包括：阿拉贡、巴尼奥勒、利穆西、萨尔西涅、维拉利耶、维拉尔多内勒、维勒加扬克、维勒格利、维勒穆斯托苏、萨莱勒卡巴代斯。

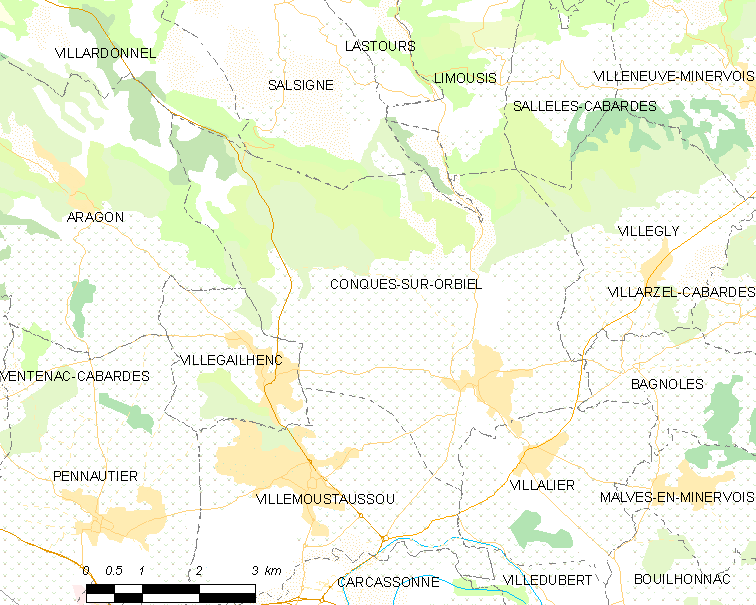
奥尔比耶勒河畔孔克的OSM定位图

奥尔比耶勒河畔孔克的时区为UTC+01:00、UTC+02:00（夏令时）。

## 行政
奥尔比耶勒河畔孔克的邮政编码为11600，INSEE市镇编码为11099。

## 政治
奥尔比耶勒河畔孔克所属的省级选区为奥尔比耶勒河谷县。

## 人口

1962-2008年间奥尔比耶勒河畔孔克人口变化图示

奥尔比耶勒河畔孔克于2022年1月1日时的人口数量为2549人。